# Симистор
Симистор (симетричен тиристор) или триак (на английски: TRIAC – triode for alternating current) е полупроводников елемент, който се използва за комутиране и регулиране на променливотокови товари, при високи стойностти на напрежение и ток в битовата и промишлена електроника и автоматика.  Симисторът е изобретен от Валентин Василенко на 22 юни 1963 г. Опростено симисторът може да се представи като два триодни тиристора (тринистора), включени паралелно противоположно, но управлението на симистора се отличава от управлението на два тринистора включени противоположно паралелно.

## Принцип на действие
Запушването на триаците става както и при тиристорите само с прекъсване на веригата на тока между двата анода (анода и катода при тиристора). Управляващия електрод на триака може да управлява само момента на неговото отпушване, но не и запушването му.
Характерно за симистора е, че при отпушено състояние, той има проводимост и в двете посоки. Друга характерна негова особеност е, че за поддържането на отпушеното му състояние не е необходимо да се подава непрекъснато сигнал на управляващия електрод (за разлика от транзистора). Триакът остава отворен, докато протичащия през основните му изводи ток е по-голям от определена величина, наречена ток на удържане. 
За отключването на триак на неговия управляващ електрод се подава напрежение по отношение на неговия условен катод. Полярността на подаваното напрежение или трябва да е отрицателна или трябва да съвпада с полярността на условния анод. Поради тази причина се използва такъв метод на управление на триака, при който сигнала на управляващия електрод се подава към условния анод чрез токоограничителен резистор и изключвател. Често е удобно да се управлява  симистора, като се задава определена сила на тока на управляващия електрод, достатъчна за отпушване на симистора.

### Структура
Симисторите са изградени от 6 полупроводникови области, в които са оформени 5 PN-прехода. Изводите на симистора са два анода А1 и А2 и един управляващ електрод УЕ.

### Волт-амперна характеристика
Волт-амперната характеристика на симистора е симетрична спрямо началото на координатната система. 

## Приложение
Двупосочността на симисторите ги прави широкоприложими в безконтактните регулатори за променлив ток, за контрол на нискомощни индуктивни товари, димируеми осветителни тела и пр.